# Simon fitz Alan
Simon fitz Flaad (dopo 1107 – 1200) è stato un nobile inglese di origine bretone e capostipite del clan scozzese dei Boyd.

## Biografia
Era figlio di Alan fitz Flaad, cavaliere bretone ed in seguito signore feudale, e della consorte Adeline de Hesdin, figlia di Arnulf de Hesdin. Qualcuno tuttavia ipotizza che Simon fosse stato un figlio illegittimo.
Insieme al fratello Walter si recò dall'Inghilterra, dove Alan si era trasferito con la famiglia, in Scozia al servizio di re Davide I.
Suo fratello fu un generoso benefattore donando ai monaci terre e chiese. Il nome di Simon risulta tra l'altro tra i testimoni di un atto con cui era stata devoluta l'abbazia di Paisley nel 1160.
Simon ebbe un figlio, Robert, e fu il capostipite del clan scozzese dei Boyd.